# Девкин, Валентин Дмитриевич
Валенти́н Дми́триевич Де́вкин (22 октября 1925, Москва — 1 апреля 2011, Москва) — советский и российский лингвист, лексикограф, преподаватель немецкого языка.

## Биография
С началом Великой Отечественной войны Девкин, окончивший 8 классов средней школы, вынужден был пойти на курсы экстерната, с которых был призван на трудовой фронт для строительства оборонительных сооружений под Москвой. В декабре того же года стал курсантом военно-пехотного училища. Служил в 9 гвардейской воздушно-десантной бригаде, в том числе привлекался в качестве военного переводчика немецкого языка. В 1944 г. был откомандирован на четырёхмесячные курсы военных переводчиков в Военный Институт Иностранных Языков (ВИИЯ), позже переведён на переводческий факультет, который окончил в 1948 г. с дипломом переводчика-референта по немецкому языку. С сентября 1948 по апрель 1949 г. переводчик в штабе Центральной группы войск в Австрии.
После демобилизации в сентябре 1949 г. поступил в аспирантуру Московского городского педагогического института имени В. П. Потёмкина. В 1952 г. досрочно защитил кандидатскую диссертацию на тему «Глаголы с sich в современном немецком языке». В 1953 г. был направлен в числе других московских преподавателей в Калужский пединститут для организации факультета иностранных языков. По возвращении в МГорПИ в 1955 занимал должность преподавателя, затем зав. кафедрой. С 1958 г. декан романо-германского факультета, затем зав. кафедрой лексики немецкого языка в МГПИ. Докторскую диссертацию на тему «Проблемы немецкой разговорной речи (лексика и синтаксис)» защитил в 1974 г. С 1977 г. профессор. Под его руководством защищено 17 докторских и более 80 кандидатских диссертаций.
Хорошим знакомым Валентина Дмитриевича был академик А. Д. Сахаров.
Скоропостижно скончался 1 апреля 2011 года. Похоронен на Никольском кладбище (Балашиха).

## Научная деятельность
Специалист в области переводоведения, разговорной лексики, сленга и обсценной лексики русского и немецкого языков. Опубликовал более 260 научных трудов, в том числе учебных изданий и словарей. В отдельных публикациях использовал псевдоним Милованов (по фамилии матери).